# Nákončí

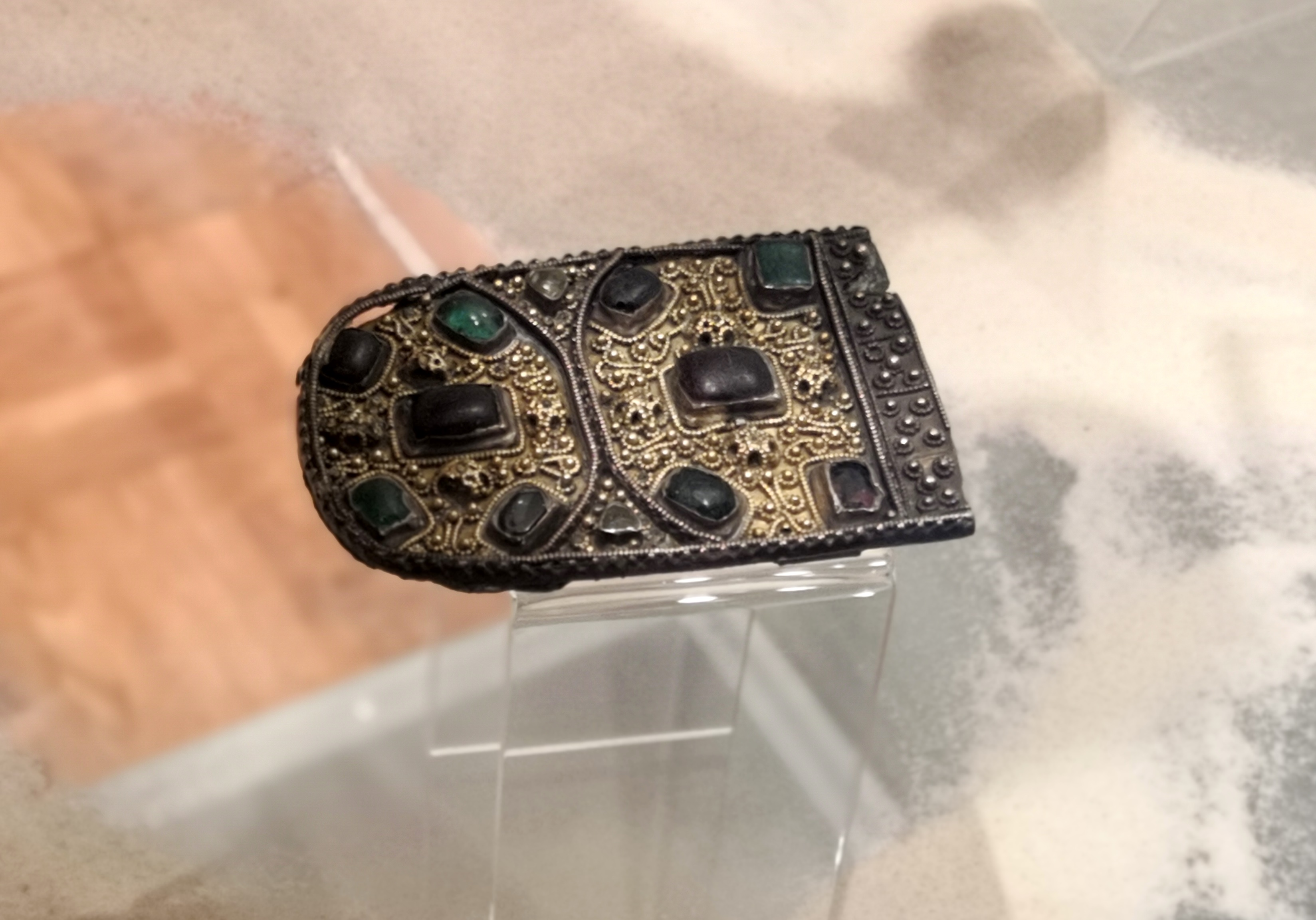
Nákončí z období Velké Moravy

Nákončí je druhem kovaného artefaktu, jež byly součástí honosných opasků např. u velkomoravské elity.
Velkomoravská opasková nákončí byla odlévána z bronzu, jejich povrch byl honosně zdoben drahými kovy a různorodou reliéfní výzdobou. Na rubové straně nesou některá dochovaná opasková nákončí této doby motivy křesťanské ikonografie.
Mezi další velkomoravské artefakty patří např. gombík.